# Хадида
Хадида (араб. حديدة‎) — небольшой город на западе Сирии, расположенный на территории мухафазы Хомс. Входит в состав района Телль-Калах. Является центром одноимённой нахии.

## Географическое положение
Город находится в западной части мухафазы, вблизи границы с Ливаном, к северу от реки Нахр-эль-Кебир, на высоте 508 метров над уровнем моря.

Хадида расположена на расстоянии приблизительно 21 километра (по прямой) к западу-юго-западу (WSW) от Хомса, административного центра провинции и на расстоянии 123 километров к северу от Дамаска, столицы страны.

## Население
По данным официальной переписи 2004 года численность населения города составляла 2544 человек (1309 мужчин и 1235 женщин). Насчитывалось 436 домохозяйств. В конфессиональном составе населения исторически преобладали алавиты.

## Транспорт
Ближайший аэропорт расположен в городе Триполи (Ливан).